# Abutre-preto
Abutre-preto (Aegypius monachus), também chamado abutre-cinéreo, abutre-comum, abutre-negro, abutre-fusco, grifo[carece de fontes?] e pica-osso é uma ave da família Accipitridae. Trata-se de uma ave de rapina necrófaga de grandes dimensões. Ocorre numa longa faixa ao longo das latitudes médias do Paleártico, desde a Península Ibérica no ocidente, passando pelos Balcãs e Turquia, através do Cáucaso, Irão, Afeganistão até ao sul da Sibéria, Mongólia e norte da China. As populações invernantes podem estar presentes desde o sul do Sudão, em África, ao Médio Oriente, Paquistão, noroeste da Índia e Coreia.
Na Europa a espécie sofreu um acentuado declínio até aos anos 70 do século XX, estando actualmente em recuperação tanto na Península Ibérica como na Grécia. Em Espanha a população cresceu desde c. 200 casais nos anos 70 até aos 1845 casais no último censo, em 2006. Em Portugal a população está extinta como reprodutora desde o início dos anos 70, mas o número de observações tem vindo a aumentar desde os anos 90, tendo sido registadas algumas tentativas de nidificação em território nacional, sem sucesso até ao ano de 2015 (ano em que nasceu a primeira cria em 70 anos).

## Morfologia e taxonomia
O abutre-preto é a maior ave de rapina da Europa, não só da Europa quanto também, do grupo dos abutres do Velho Mundo e da família Accipitridae, atingindo os 98–120 cm de comprimento e uma impressionante envergadura de asas de 268–310 cm. Os maiores indivíduos atingem os 13,5 kg de peso.
A plumagem é preta-acastanhada, quase uniforme em todo o corpo. Tal como acontece na maioria das espécies de abutre, a cabeça não têm penas, estando coberta por uma penugem de cor clara, com partes pretas redor dos olhos e no pescoço. O bico é castanho, com cera cinzenta-azulada. As patas são cinzentas.
A silhueta de voo é caracterizada pelas enormes asas, quase rectangulares, e pela cauda em forma de cunha típica dos abutres.
Esta espécie é monotípica. Apesar de se reconhecer alguma diferenciação genética entre as populações ao longo da sua vasta área de distribuição, esta não justifica a definição de subespécies.

## Habitat e alimentação
O abutre-preto tem como habitat de nidificação zonas florestadas com bastante relevo. Na Península Ibérica nidifica a altitudes entre os 300 e os 1900m. Na Ásia pode atingir maiores altitudes, usando também zonas áridas e semi-áridas de alta montanha, até aos 4500m.
Na Espanha, esta espécie nidifica sobretudo em bosques mediterrânicos e montados, construindo ninhos tanto em sobreiro Quercus suber como em azinheira Quercus rotundifolia. Os pinhais de montanha são também usados, sendo as espécies mais utilizadas o Pinus pinaster, o P. sylvestris e o P. pinea. Na Ásia as árvores mais usadas para nidificação são os zimbros "Juniperus" ssp., podendo também, em casos raros, nidificar sobre rochas. Os ninhos são construídos com troncos de árvores ou arbustos e chegam a atingir dois metros de diâmetro e, por serem pesados, é comum caírem das árvores.
Como habitat de alimentação, esta espécie utiliza habitats mais abertos, desde montados dispersos a culturas cerealíferas e pastagens, na Europa, a estepes e prados alpinos na Ásia.  Na Europa, podem também usar olivais, vinhas e culturas de regadio, mas estes não são habitats preferenciais para a espécie.
Esta ave, de hábitos necrófagos, alimenta-se sobretudo de carcaças de tamanho médio a grande. Ocasionalmente podem ingerir animais vivos, como lagartos ou tartarugas. Na Ásia a espécie alimenta-se de carcaças de marmotas (Marmota bobac e M. himalayana), iaques Bos grunniens selvagens e domésticos, ovelhas-azuis Pseudois nayaur, gazelas-do-Tibete Procapra picticaudata, lebre-lanuda Lepus oiostolus e kiang Equus kiang. Em algumas zonas chegam a alimentar-se de cadáveres humanos colocados em plataformas usadas para enterros cerimoniais em que os cadáveres são oferecidos aos abutres como forma eficaz de eliminar os restos humanos e minimizar o risco de doenças.
Na Península ibérica a presa tradicional do abutre preto era o coelho-bravo Oryctolagus cuniculus. Contudo, a evolução da paisagem mediterrânica para sistemas mais abertos, utilizados para a exploração de gado, aliados a doenças, como a mixomatose e a doença hemorrágica viral que dizimaram as populações de coelho, levaram os abutres a mudar a sua dieta. Hoje as principais presas do abutre-preto são as ovelhas e cabras mortas e deixadas no campo pelos pastores. Os porcos e as vacas são também utilizadas, mas em menor escala. Em zonas onde as densidades de coelho, ou de ungulados silvestres (veados, gamos, javalis, muflões, etc.) são ainda elevadas, estas são ainda presas importantes na dieta do abutre-preto.
Na última década, ocorreu mais uma mudança nas actividades humanas que afectam as espécies europeias de abutres, nomeadamente o abutre-preto. Depois do surto de encefalopatia espongiforme bovina (EEB), mais conhecida como doença das vacas loucas, a União Europeia criou normas sanitárias mais rígidas para permitir que os criadores de gado mantenham carcaças no campo ao alcance dos necrófagos. Esta situação traduziu-se numa redução drástica do alimento disponível para os abutres, com consequências potencialmente graves para estas espécies, algumas das quais ameaçadas de extinção. Desde então, algumas organizações conservacionistas, nomeadamente a BirdLife International têm feito pressão para que estas normas sejam relaxadas e para criar alternativas que permitam aos abutres encontrar alimento suficiente, nomeadamente a criação de alimentadores em locais especialmente criados para colocar carcaças de gado em condições sanitárias seguras ao alcance dos abutres.

## Reprodução

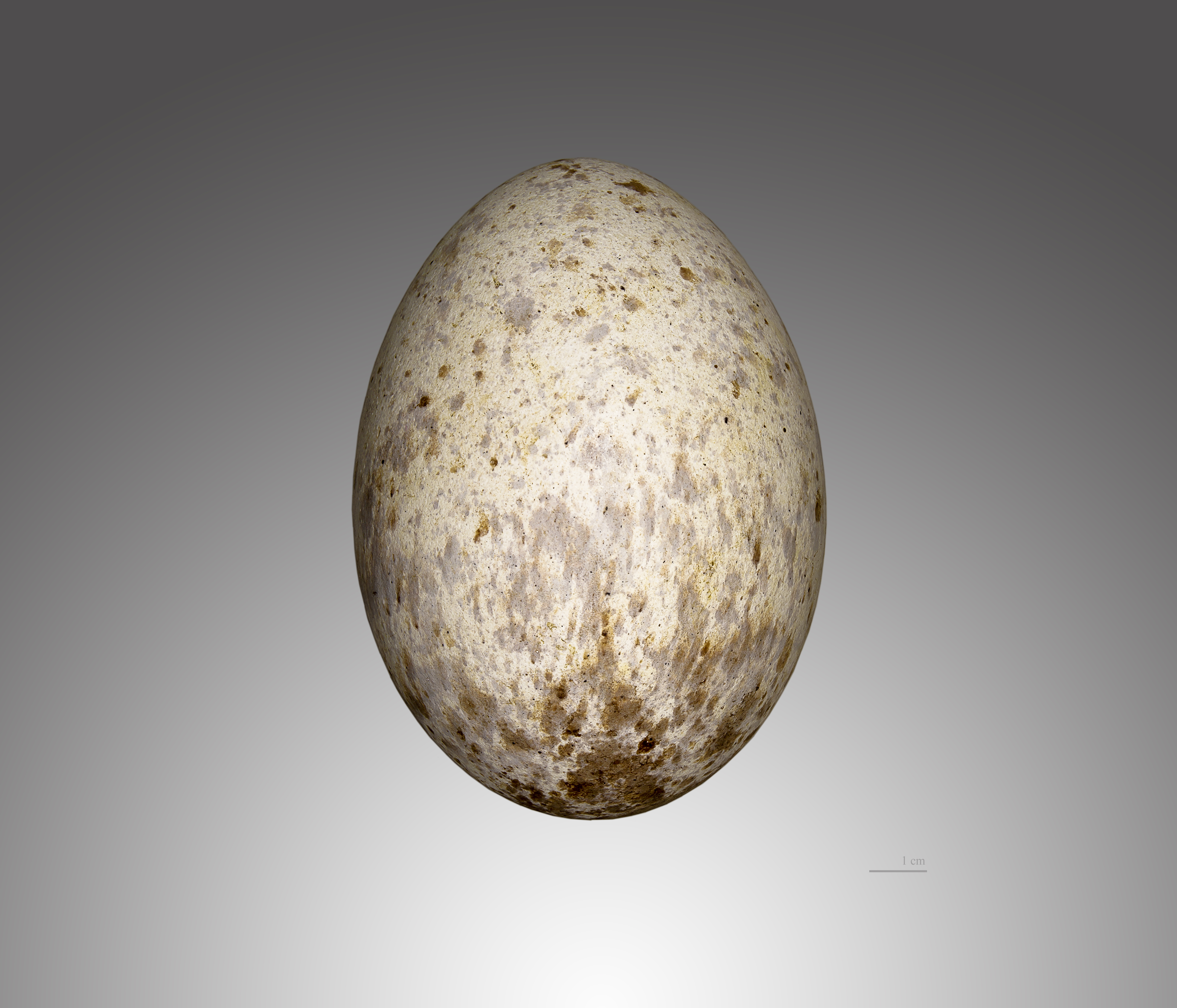
Ovo de Aegypius monachus.

Os abutres-pretos maturam entre os 3 e os 6 anos de idade, após o que formam casais estáveis que podem durar muitos anos. O período reprodutor desta espécie é extremamente longo, começando logo em finais de Janeiro com a construção ou arranjos dos ninhos. Entre Fevereiro e Abril ocorrem as posturas, que são quase sempre compostas por um ovo apenas (observam-se 2 ovos em menos de 1% dos casos). O período de incubação dura 54-56 dias e as crias, depois de eclodirem, demoram 95-120 dias até se tornarem independentes.
Os casais de abutre-preto não nidificam todos os anos. Segundo dados recentes, em Espanha o sucesso reprodutor (i.e. a probabilidade de um ovo gerar uma cria independente) é da ordem dos 58%, sendo a produtividade da população da ordem dos 0.47 crias/casal/ano.

## Conservação e Ameaças
O abutre-preto está actualmente classificado como Near-Threatened (NT) pela IUCN. Em Espanha tem estatuto de Vulnerável (VU) e em Portugal está Criticamente em Perigo (CR).
Entre as principais ameaças que afectam esta espécie contam-se:
- intoxicação e envenenamento: Os pesticidas são, desde a segunda metade do século XX, uma das principais causas de declínios populacionais em aves de rapina. Esta situação melhorou grandemente devido a normas que restringiram o uso destes agentes. Actualmente continuam a ocorrer alguns problemas devido a abusos no seu uso e, sobretudo, devido ao seu uso de forma propositada para controlo de predadores.
A morte devida à ingestão de venenos colocados no campo para controlo de predadores é uma das principais causas de morte no abutre-preto. Este problema afecta sobretudo os adultos, tendo assim consequências particularmente graves na demografia da espécie. Em Espanha são detectadas em média 10-15 fatalidades por ano, devido a este problema, tendo-se verificado um máximo de 48 fatalidades em 1999. Os tóxicos mais usados são o carbofurano, o aldicarb e a estricnina. Na maioria dos casos os abutres não eram de facto o alvo pretendido dos venenos, sendo antes vítima de iscos envenenados destinados a raposas, cães assilvestrados e aves de rapina não necrófagas.
-electrocussão e choques com linhas eléctricas: Os acidentes envolvendo infra-estruturas eléctricas são uma das principais causas de mortalidade não natural em aves. Em Espanha foram detectados 34 casos de mortalidade em abutre-preto associados à infra-estruturas eléctricas, entre 1990 e 2006. A principal causa de morte são as colisões com os cabos e não a electrocussão. Em Portugal foi detectado um caso de morte de abutre-preto depois de colidir com uma linha eléctrica de alta tensão, sendo estimado que ocorrem em média 4 acidentes deste tipo por ano com esta espécie.
- perturbação humana: O abutre-preto é uma espécie com muito pouca tolerância a qualquer forma de perturbação humana, evitando nidificar em zonas frequentadas pelo homem e procurando alimento longe de actividades humanas. Assim, qualquer tipo de actividade que ocorra na área de ocorrência desta espécie, sobretudo durante o período de reprodução e a distâncias inferiores a 500m de ninhos e locais de alimentação pode prejudicar esta espécie reduzindo a disponibilidade de alimento e aumentando o risco de abandono dos ninhos. Entre as diferentes fontes de perturbação são de realçar as estradas e caminho florestais, os corta-fogos e asseiros, as actividades silvícolas (cortes, podas, fumigações e repovoamentos), a extracção de cortiça, infra-estruturas de transporte e produção de energia, actividades agrícolas e pastoris e a caça. Isto não significa que a existência do abutre-preto não possa ser compatibilizada com as actividades humanas. Antes pelo contrário, as actividades do Homem, nomeadamente as prácticas agrícolas, pastoris e silvícolas extensivas e efectuadas de uma forma sustentável, podem aumentar a disponibilidade alimentar para o abutre-preto e melhorar o habitat desta espécie, podendo ser compatibilizadas com a conservação desta espécie na paisagem mediterrânica.
- incêndios florestais: Os incêndios florestais são um fenómeno típico dos climas mediterrânicos, devido à ocorrência de Verões quentes e secos. Não obstante, em Portugal e Espanha a maioria dos incêndios registados são de origem criminosa.
Os incêndios afectam sobretudo crias não voadoras, sendo responsáveis por uma pequena percentagem dos insucessos na reprodução, da ordem dos 3-5%. Os incêndios podem também causar a perda de zonas de habitat favorável à reprodução da espécie.
- outras causas: Outras ameaças que afectam o abutre-preto incluem a o abate ilegal e a falta de alimentos. A falta de alimentos está sobretudo associada às alterações nas práticas agrícolas, nomeadamente a intensificação das explorações de gado e a consequente estabulação dos animais, e as novas regras sanitárias que limitam a disponibilidade de carcaças de gado.
Actualmente, as principais medidas dirigidas à conservação desta espécie passam pela redução dos envenenamentos ilegais por meio de leis mais rígidas e de uma maior vigilância e penalização dos responsáveis; pelo aumento da disponibilidade alimentar, com o fomento de práticas extensivas de criação de gado, e da criação de alimentadores artificiais; por medidas de gestão ambiental que favoreça as presas naturais, nomeadamente a protecção e reforço dos matos mediterrânicos essenciais ao coelho-bravo; pelo incremento da reflorestação com espécies autóctones, nomeadamente o sobreiro e a azinheira; e pela construção de plataformas artificiais para aumentar a disponibilidade de locais de nidificação; e pela minimização das diferentes fontes de perturbação humana, sobretudo em redor das colónias de nidificação e de outros locais potenciais para a nidificação desta espécie.